# Tecún Umán
Tecún Umán (Tecún Umaán, Tecúm Umán ou Tekun Umam ; 1500?-1524) est le dernier dirigeant du peuple quiché, dans les hautes terres de ce qui est maintenant le Guatemala. D'après les annales kaqchikels, il fut tué par le conquistador espagnol Pedro de Alvarado alors qu'il menait bataille contre les Espagnols dans les prairies d'El Pinar (Vallée de Olintepeque) le 20 février 1524.

## Symbole national
Tecún Umán est considéré comme le plus représentatif de son peuple par sa bravoure et sa dignité car il essayait de protéger sa terre et son peuple. Il fut déclaré héros national du Guatemala le 22 mars 1960 et le 20 février lui est consacré, jour de l'anniversaire de sa mort.
Une image de lui apparaissait sur les billets de 50 centavos de Quetzal.

## Les légendes
Tecún Umán a inspiré nombre de légendes et de chansons. La légende la plus populaire dit que durant la bataille contre les Espagnols, son guide spirituel (son nahual), un oiseau quetzal l'accompagnait. Quand Tecún Umán fut tué, son nahual mourut de tristesse. Depuis ce jour, tous les mâles quetzals ont un sein écarlate et leur chanson n'a plus été entendue depuis. Il est dit aussi que si un quetzal est mis en captivité, il doit mourir. 
Une sculpture de Roberto González Goyri lui rend hommage près de l'entrée sud ouest du parc zoologique « La Aurora » [Où ?].